# Malé International Airport

i7
i11
i13
Malé International Airport (offizieller Name seit dem 1. Januar 2017: Velana International Airport, auch bekannt als: Ibrahim Nasir International Airport; IATA-Code: MLE, ICAO-Code: VRMM) ist neben dem Flughafen Gan der einzige Flughafen, der derzeit auf den Malediven international angeflogen wird. Er befindet sich auf der Insel Hulhulé, die seit 30. August 2018 über die Sinamalé-Brücke mit der nahegelegenen maledivischen Hauptstadt Malé verbunden ist. Nordöstlich davon liegt die zum Großteil künstlich geschaffene Insel Hulhumalé, die mit Hulhulé über einen befahrbaren Damm von rund 1,6 km Länge verbunden ist.
Der Flughafen wird wie alle Flughäfen auf den Malediven von der Maldives Airports Company Ltd. (MACL) betrieben, die dem Ministerium für Verkehr und Kommunikation untersteht.

## Geschichte
Die erste Landebahn, die auf den Malediven in Betrieb genommen wurde, war eine aus Steckblechen gefertigte Piste. Sie wurde als Feldflugplatz noch in der Zeit des britischen Protektorats in die Mitte der unbewohnten und dicht bewachsenen Insel Hulhulé gebaut und hatte die Abmessungen 23 × 914 Meter (75 × 3000 Fuß). Am 19. Oktober 1960 um 13:55 Uhr landete zum ersten Mal ein Flugzeug – eine Frachtmaschine der neuseeländischen Luftwaffe – auf dem neuen Flugplatz.
Am 27. April 1964 beschloss die Regierung der Malediven, die alte Landebahn durch einen neuen verbesserten Flugplatz zu ersetzen. Im Mai 1964 begann die Mobilisierung der Bevölkerung von Malé für den Bau einer asphaltierten Landebahn durch den damaligen Innenminister Vuzaarathul Dhaakhiliyya. So wurde am 1. Mai 1964 von 108 Freiwilligen begonnen, die alten Stahlplatten zu entfernen. Die Bauarbeiten waren von einer Art Wettbewerb der vier Stadtviertel von Malé geprägt, wobei das Viertel „Henveiru“ als erstes den Preis in Höhe von 1000 Rufiyaa gewann.
Die Landebahn war mit Abschluss der Bauarbeiten auf 45 × 2840 m gewachsen und der Flughafen erhielt den offiziellen Namen Hulhule Airport. Der damalige Premierminister Ibrahim Nasir eröffnete den neuen Flughafen am 12. April 1966.

## Erweiterung und Wiedereröffnung

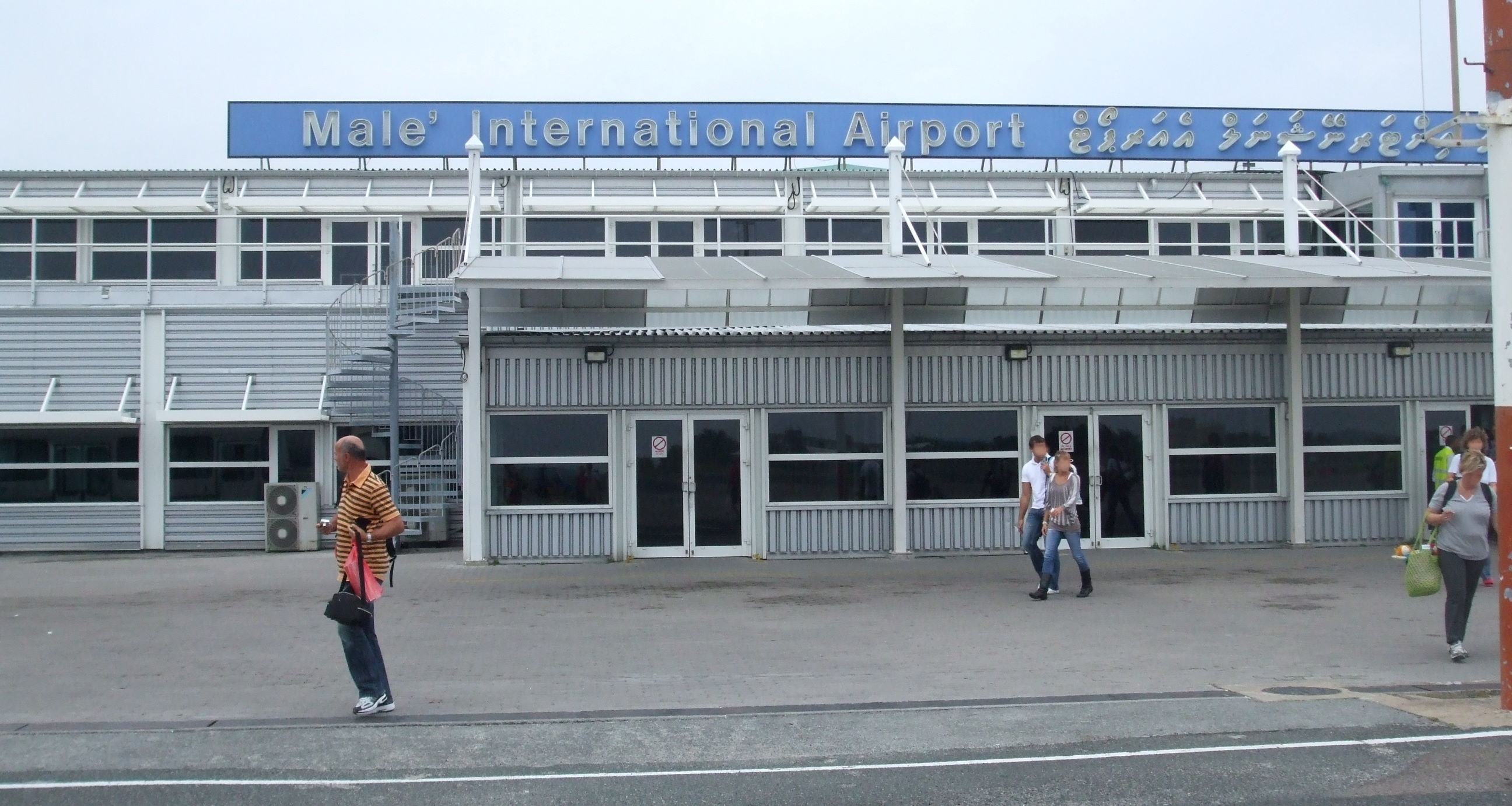
Malé International Airport 2010

Der Kuwait Fund for Arab Economic Development beauftragte 1976 eine Studie zum Ausbau des Flughafens. Im selben Jahr wurde dem deutschen Unternehmen Kocks Consult GmbH und der Frankfurt Airports Group (heute Fraport AG) der Auftrag erteilt, den Neubau des Flughafens zu planen. Die Grundlage der Planung war eine Machbarkeitsstudie der International Civil Aviation Organization (ICAO) aus demselben Jahr.
Der Ausbau des Flughafens wurde durch Entwicklungsfonds von Kuwait, Saudi-Arabien, Abu Dhabi, der OPEC, der Regierungen von Großbritannien und Australien, die Vereinten Nationen und die ICAO gefördert und finanziert.
Am 29. März 1978 wurde mit der International Airports Authority of India (IAAI) eine erste Vereinbarung zur Erweiterung des Flughafens geschlossen. Die Vereinbarung schloss den Bau der Gebäude und Treibstofftanks mit ein. Die Grundsteinlegung für den Neubau des Abfertigungsgebäudes erfolgte am 29. September 1978 durch den damaligen Staatspräsidenten Ibrahim Nasir.
In einer zweiten Vereinbarung wurde mit dem deutschen Unternehmen Standard Elektrik Lorenz (SEL, heute Alcatel-Lucent Deutschland AG) am 30. September 1978 ein Vertrag über die Lieferung und Installation der Telekommunikations- und Navigationsausrüstung des Flughafens geschlossen.
Der Flughafen wurde am 11. November 1981, nach umfangreichen Erweiterungen, durch den damaligen Staatspräsidenten Maumoon Abdul Gayoom wiedereröffnet. Mit der Wiedereröffnung wurde der Name offiziell von Hulhule Airport in Malé International Airport geändert und erstmals ein Tower in Betrieb genommen. Die Start- und Landebahn war nun mit 3200 m fast genauso lang wie die Insel selbst. Seitdem konnten auch große Maschinen etwa aus Europa hier landen, die vorher einen „Umweg“ über Colombo (Sri Lanka) machen mussten. Das erste Flugzeug, das offiziell auf der neuen Landebahn landete war eine DC-10. Es war ein Charterflug der Condor, der direkt aus Deutschland kam.
Zwischen 2018 und 2022 erfolgte der Bau einer völlig neuen 3400 m langen und 65 m breiten Start- und Landebahn mit dem Code F, welche am 6. Oktober 2022 eröffnet wurde. Die bisherige Landebahn wurde im Zuge des Neubaus zum Taxiway umgebaut, was eine deutliche Vergrößerung der Kapazität zur Folge hat.
Am 7. September 1994 erfolgte die Grundsteinlegung für das neue Passagierterminal. Mit Errichtung des neuen Terminals wurde die Abfertigungskapazität von 350 auf 1000 Passagiere pro Stunde gesteigert. Die Eröffnung erfolgte am 12. Mai 1996.
Maldives Airports Company Ltd., vorher als Maldives Airports Authority geführt, pachtete für 50 Jahre die Insel Hulhulé und die sie umgebende Lagune zum Ausbau und Betrieb des Flughafens. Der Pachtvertrag wurde am 14. August 2000 von Finanzminister Mohamed Jaleel und Mohamed Ibrahim, dem Geschäftsführer der MACL, unterzeichnet.
Durch Aufschüttung von Sand und Verfüllung wurde im Jahr 2000 Land geschaffen, um das Hulhulé Island Hotel zu erbauen. Das Hotel ist ein Joint Venture der MACL und Maldives In-flight Catering. Das Hotel mit 88 Zimmern wurde am 14. August 2000 eröffnet. In den Jahren 2000 und 2001 wurde für die Betreiber der Wasserflugzeugflotten ein neuer Bereich auf der Ostseite von Hulhulé geschaffen. In unmittelbarer Nähe der Wasserflugzeugbasen entstand später auch der neue Tower des Flughafens.
Am 21. Dezember 2006 wurde das neue Terminal für Inlandsverbindungen, hauptsächlich nach Gan, aber auch nach Hanimaadhoo, Kaadedhdhoo und Kadhdhoo, eröffnet. Die Inlandsflüge werden hauptsächlich von Maldivian durchgeführt.
Seit 2018 wird ein neues Abfertigungsgebäude für Wasserflugzeuge für 40 Millionen US-Dollar errichtet, das die Kapazität verdoppeln soll.
Mohamed Amir ist heute Geschäftsführer der MACL. Der Flughafen ist gemäß ISO 9001 zertifiziert.

## Fluggesellschaften und Ziele
Aus deutschsprachigen Ländern gibt es 2013 folgende Direktverbindungen: Condor und Lufthansa von Frankfurt, Edelweiss Air ab Zürich sowie Austrian Airlines aus Wien.
Von fast allen deutschen Flughäfen existieren sinnvolle alternative Varianten mit einmaligem Umsteigen in Colombo (Etihad, SriLankan), Muscat (Oman Air), Doha (Qatar Airways), Dubai (Emirates) oder Istanbul (Turkish Airlines).

## Sonstiges
Die Touristen, die auf Hulhulé landen, erreichen die anderen Inseln entweder mit dem Boot oder mit einem Wasserflugzeug der Trans Maldivian Airways (TMA) oder bis 2013 mit Maldivian Air Taxi (MAT), die zwischenzeitlich in die TMA integriert wurde.
An der Westseite der Flugplatzinsel, auf Höhe des südlichen ersten Viertels der Start- und Landebahn, liegt das Schiffswrack der Maldive Victory. Sie liegt aufrecht, mit dem Bug nach Norden, parallel zum Riff in 35 m Tiefe auf Sandgrund.
Auf der benachbarten Insel Hulhumalé befinden sich einige Versorgungseinrichtungen für den Flughafen.

## Weiterentwicklung des Flughafens
Zwischen den Inseln Hulhulé mit dem Malé International Airport und Hulhumalé ist eine Erweiterung der Fläche des Flughafens durch Landgewinnung in Planung. Dabei würde die „Flughafeninsel“ um 305 Hektar vergrößert werden. Mit der Vergrößerung der Flughafeninsel müssten allerdings die Terminals der Wasserflugzeuggesellschaften versetzt werden.

## Bildergalerie

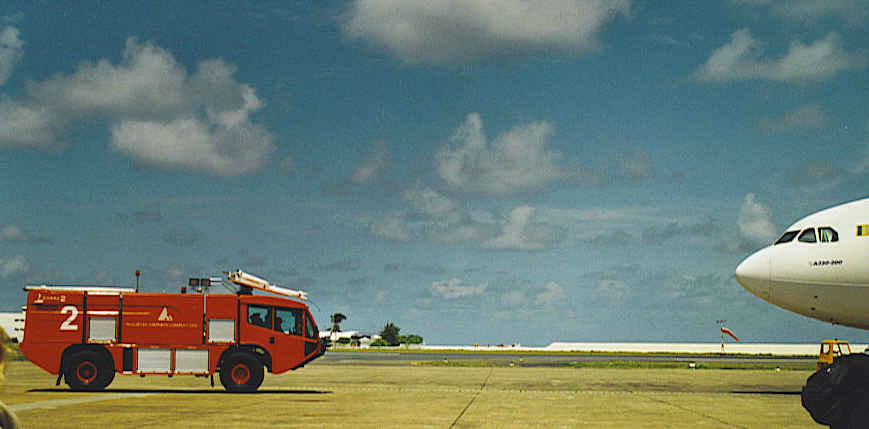
Flughafenfeuerwehr vom Malé International Airport
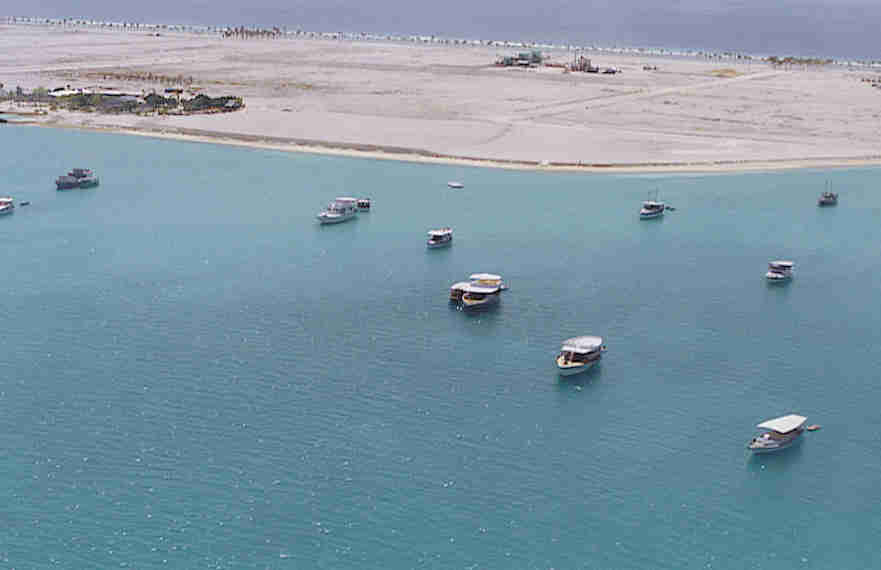
Hulhumalé, die künstliche Nachbarinsel (beim Anflug auf den Flughafen)
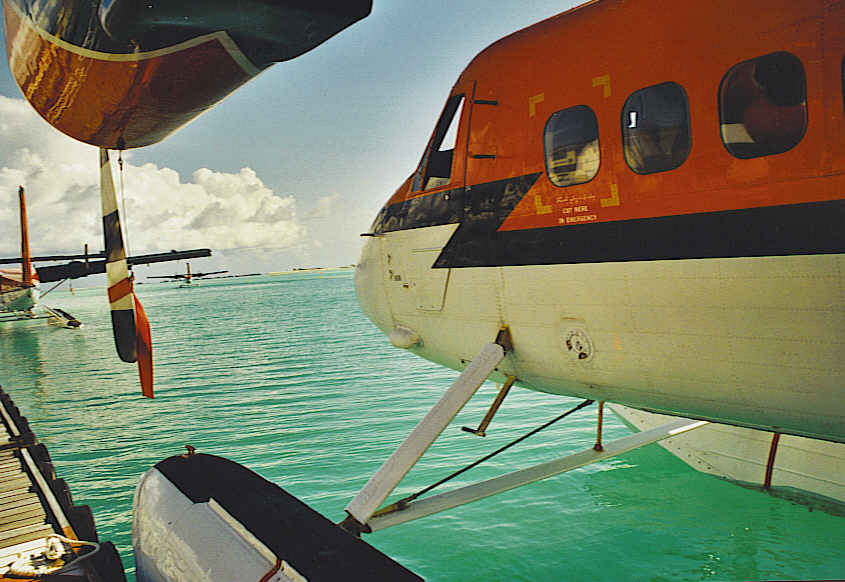
Wasserflugzeuge an der Basis des Malé International Airport
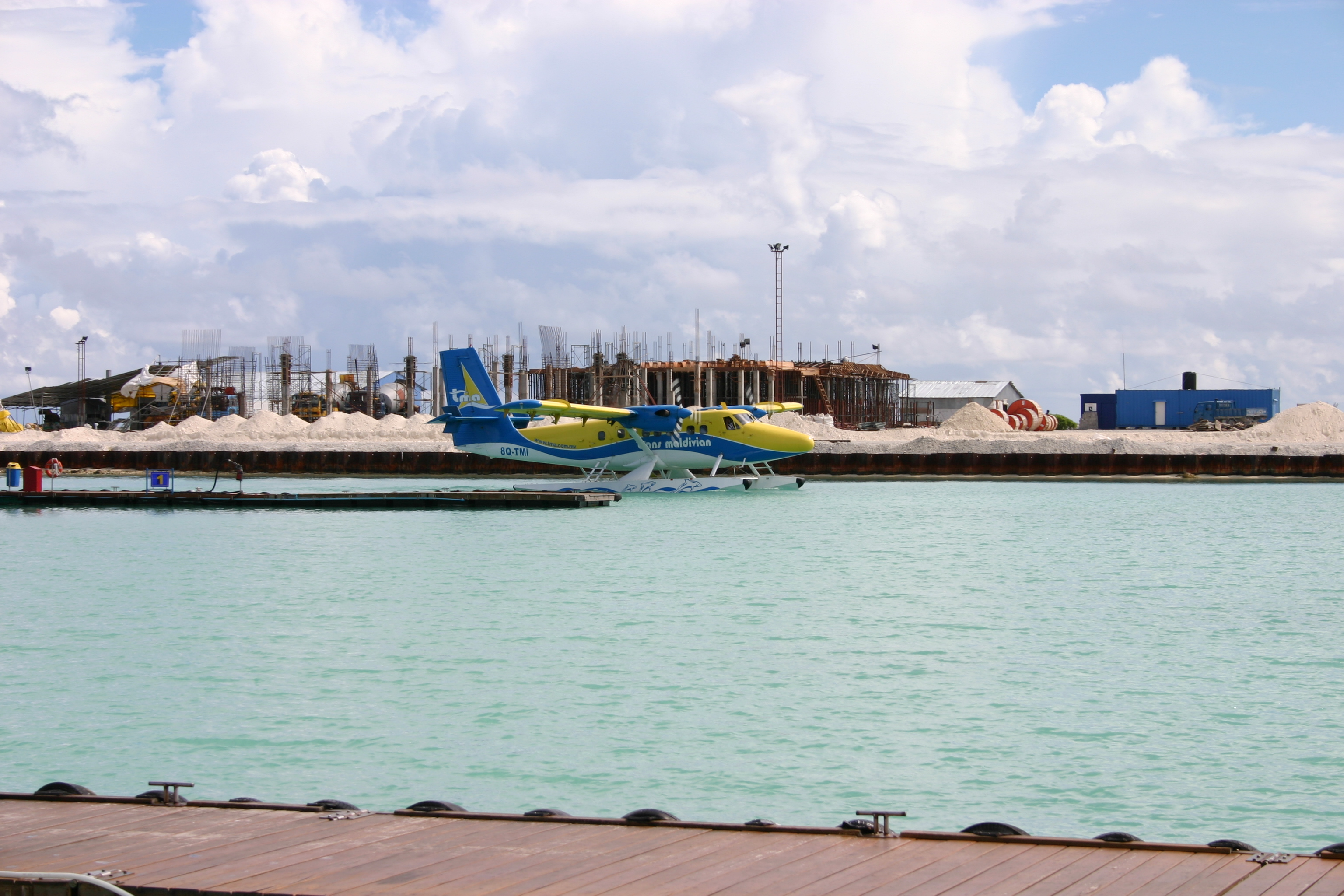
Wasserflugzeug der TMA an der Basis, im Hintergrund die Bauarbeiten für den neuen Tower